# فاليري جروميكو
فاليري جروميكو (بالبيلاروسية: Валеры Грамыка) هو لاعب كرة قدم بيلاروسي في مركز الوسط، ولد في 23 يناير 1997 في مينسك في بيلاروس. شارك مع منتخب روسيا البيضاء تحت 19 سنة لكرة القدم ومنتخب بيلاروسيا تحت 21 سنة لكرة القدم ومنتخب بيلاروس لكرة القدم. أما مع النوادي، فقد لعب مع أرسنال تولا وباتي بوريسوف وشاختيور سوليجورسك ونادي مينسك.

## وصلات خارجية
- فاليري جروميكو على موقع الاتحاد الأوربي (الإنجليزية)
- فاليري جروميكو على موقع قاعدة بيانات كرة القدم.إي يو (الإنجليزية)
- فاليري جروميكو على موقع ناشيونال فوتبول تيمز (الإنجليزية)
- فاليري جروميكو على موقع Soccerbase.com (لاعب) (الإنجليزية)
- فاليري جروميكو على موقع Soccerway.com (الإنجليزية)
- فاليري جروميكو على موقع عالم كرة القدم.نت (الإنجليزية)